# Antonio Carrillo Flores

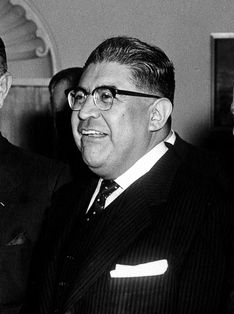
Antonio Carrillo Flores (1961)

Antonio Carrillo Flores (* 23. Juni 1909 in Mexiko-Stadt; † 20. März 1986 ebenda) war ein mexikanischer Politiker der Partei der Institutionalisierten Revolution PRI (Partido Revolucionario Institucional) und Diplomat, der unter anderem zwischen 1952 und 1958 Finanzminister (Secretarío de Hacienda), von 1959 bis 1964 Botschafter in den USA, zwischen 1964 und 1970 Außenminister (Secretarío de Relaciones Exteriores) sowie zuletzt von 1980 bis 1981 Botschafter in der Sowjetunion war.

## Leben
Carrillo Flores, Sohn des Komponisten Julián Carrillo, begann nach dem Schulbesuch ein Studium der Rechtswissenschaften an der Nationalen Autonomen Universität von Mexiko (UNAM), das er 1929 mit dem Lizenziat (Licenciado) abschloss. Er war danach an der Ausfertigung zahlreicher Gesetzgebungsverfahren beteiligt wie zum Beispiel 1934 an der Änderung des Artikels 102 der Verfassung und den Bestimmungen zum Gesellschaftsrecht, 1936 zum Steuerrecht und dem Gesetz zur Neun-Meilen-Grenze zur Meeresküste. Er wirkte zwischen 1937 und 1945 an der Wiedereinführung der Berufungszuständigkeit des Obersten Nationalen Justizgerichtshofes (Suprema Corte de Justicia de la Nación) bei Bundesangelegenheiten mit und gehörte 1938 zu den Autoren der Verfassungsreform, die sich mit der Verstaatlichung der Erdölindustrie befasste. Des Weiteren arbeitete er 1941 an den allgemeinen Bestimmungen zum Nationalvermögen sowie 1945 an den Verfassungsbestimmungen zu den Staatsschulden, den Bestimmungen zur Überprüfung staatlicher Handlungen und den Regelungen zu den Organen der UNAM. 1945 wurde er Nachfolger von Antonio Espinosa de los Monteros y Choza als Generaldirektor der Nationalen Finanzierungsbehörde (Nacional Financiera) und verblieb in dieser Funktion bis zu seiner Ablösung durch José Hernández Delgado 1952. In dieser Zeit erwarb er 1950 auch einen Doktor der Rechte an der UNAM.
Am 1. Dezember 1952 wurde Carrillo Flores als Nachfolger von Ramón Beteta von Präsident Adolfo Ruiz Cortines zum Finanzminister (Secretarío de Hacienda) ernannt und bekleidete dieses Amt bis zum Ende der Amtszeit von Ruiz Cortines am 30. November 1958. Das Amt des Finanzministers übernahm daraufhin Antonio Ortíz Mena. Er selbst löste daraufhin am 27. Januar 1959 Manuel Tello Baurraud als Botschafter in den USA ab und verblieb in dieser Verwendung bis zum 30. November 1964, woraufhin am 30. Dezember 1964 Hugo B. Margáin die Nachfolge antrat.
Carrillo Flores selbst übernahm am 1. Dezember 1964 in der Regierung von Präsident Gustavo Díaz Ordaz das Amt des Außenministers (Secretarío de Relaciones Exteriores) und wurde damit abermals Nachfolger von Manuel Tello Baurraud. Das Amt des Außenministers hatte er bis zum Ende der Präsidentschaft von Díaz Ordaz am 30. November 1970 inne. Das Amt des Außenministers wurde danach von Emilio O. Rabasa übernommen. Daraufhin wurde er 1970 Nachfolger von Salvador Azuela als Direktor der Verlagsgesellschaft Fondo de Cultura Económica (FCE) und übte diese Funktion bis zu seiner Ablösung durch Francisco Javier Alejo 1972 aus. Zugleich war er als Nachfolger von Joaquín Gómez Morfín von 1971 bis zu seiner Ablösung durch Javier Beristain Iturbide 1972 Rektor des Autonomen Technischen Instituts von Mexiko ITAM (Instituto Tecnológico Autónomo de México).
Carillo Flores wurde am 4. April 1972 zum Mitglied der Mexikanischen Akademie (El Colegio Nacional) gewählt und am 20. Juli 1972 offiziell aufgenommen. Am 11. Oktober 1972 hielt er dort seine von Eduardo García Máynez eingeleitete Einführungsrede mit dem Titel „México y los derechos del hombre“. 1979 wurde er für die Partei der Institutionalisierten Revolution PRI (Partido Revolucionario Institucional) als Mitglied in das Abgeordnetenhaus (Cámara de Diputados) des Kongresses der Union (Congreso General de los Estados Unidos Mexicanos) gewählt und vertrat dort den Wahlbezirk Distrito Federal XXXIX. Zuletzt löste er am 2. Februar 1980 Rogelio Martínez Aguilar als Botschafter in der Sowjetunion ab, übergab dieses Amt jedoch am 20. Oktober 1981 an Jorge Díaz Serrano. Ihm wurden Ehrendoktorwürden des Lincoln College, der Southern Methodist University (SMU) sowie der Harvard University verliehen.

## Veröffentlichungen
- La iniciativa presidencial para el restablecimiento del recurso de súplica. 1937.
- La defensa jurídica de los particulares frente a la administración en México. 1939.
- El nacionalismo de los paises latinoamericanos en la postguerra. 1945.
- El sistema monetario mexicano. 1946.
- Las restricciones a la importación y la defensa de nuestra moneda. Conferencia sustentada el 4 de agosto de 1947 en el Palacio de las Bellas Artes. 1947.
- La economía y los derechos del hombre en la Constitución Mexicana. 1952.
- El Tribunal Fiscal de la Federación. Un testimonio. 1966.
- Algunos aspectos de la cooperación económica internacional. 1967.
- Cuadernos Americanos. Sus discursos y conferencias constan en Homenajes y testimonios, Mitautor, 1967.
- La defensa de los derechos del hombre en la coyuntura actual de México. 1971.
- México y el Tercer Mundo. 1971.
- La justicia federal y la administración pública. 1973.
- ¿Qué son los derechos del hombre? 1973.
- Diálogos sobre población. 1974.
- The United Nations and the World Population Conference. 1974.
- La evolución del derecho mexicano del siglo xx. 1976.
- La Constitución, la Suprema Corte y los derechos humanos. 1981, ISBN 968-432-622-X.
- La Suprema Corte de Justicia mexicana y la Suprema Corte norteamericana. Orígenes semejantes, caminos diferentes. 1985.
- Estudios de derecho administrativo y constitucional. 1987, ISBN 968-36-0234-7.

in deutscher Sprache
- Die Aussenpolitik Mexikos. Herausgeber, Köln 1966.